# Wellington Koo
Vi Kyuin Wellington Koo (Xangai, 29 de gener de 1887 – 14 de novembre de 1985) va ser un diplomàtic xinès i representant a la Conferència de Pau de París de 1919.

## Joventut
Amb un domini fluid de l'anglès, Koo va anar als Estats Units el 1904 i hi va estudiar la cultura occidental per tal d'ajudar a la Xina amb el problema de l'imperialisme. Aviat es va mostrar interessat en la posició de la Xina en la societat internacional.
Koo va estudiar a la Saint John's University de Xangai i al Columbia College, on va ser membre de la Societat Philolexiana, un club de literatura i debat. El 1912 va rebre el doctorat en dret i diplomàcia internacional per la Columbia University.

## Carrera
Després de la graduació, Koo va tornar a la Xina per servir la nova República de la Xina com a secretari anglès del president. El 1915 Koo va ser nomenat Enviat xinès als Estats Units.
El 1919 va ser un dels delegats xinesos a la conferència de pau de París, fet pel qual és més conegut. Davant de les potències occidentals i el Japó, va exigir que els japonesos retornessin Shandong a la Xina. També va fer una crida als països occidentals perquè aturessin totes les institucions imperialistes com ara l'extraterritorialitat, les taxes duaneres, les guàrdies de les ambaixades i les concessions. Les potències occidentals van refusar aquestes reclamacions i, conseqüentment, la delegació xinesa a la conferència de pau va ser l'única que no va signar el Tractat de Versalles a la cerimònia de les signatures.
Koo també va estar implicat en la formació de la Societat de Nacions com a primer representant de la Xina a la Societat acabada de formar. Va ser president en funcions de la Xina entre 1926 i 1927 durant un període de caos a Pequín. Més tard va servir com a ministre d'afers estrangers sota la presidència de Chang Tso-lin, i va representar la Xina a la Societat de Nacions per protestar per la invasió japonesa de Manxúria. Va ser ambaixador xinès a França entre 1936 i 1940, fins que els alemanys van ocupar França. Després va ser ambaixador xinès a la cort anglesa fins al 1946. El 1945 Koo va ser un dels fundadors de les Nacions Unides. Després va ser l'ambaixador xinès als Estats Units, on va intentar mantenir l'aliança entre la República de la Xina i els EUA mentre el Guomindang començava a perdre davant els comunistes xinesos i va haver de retirar-se a Taiwan.
Koo es va retirar del servei diplomàtic xinès el 1956. El mateix any es va incorporar com a jutge de la Cort Internacional de Justícia de La Haia, que va vicepresidir durant els últims tres anys de la seva estada. El 1967 es va retirar i es va traslladar a Nova York on va viure fins a la seva mort el 1985.

## Matrimonis
Wellington Koo es va casar dues vegades i potser una tercera. Les seves dones van ser:
Pao-yu "May" Tang (circa 1895-1918) Era la filla petita de l'antic primer ministre xinès Tang Shaoyi i cosina germana de la pintora i actriu Mai-Mai Sze. Es van casar cap al 1914, i van tenir un nen, Teh-chang Koo (1916-1982), i una nena, Patricia Koo (nascuda el 1918).
Hui-Lan "Juliana" Oei (1899-1992), Amb qui Koo es va casar a Brussel·les (Bèlgica), cap al 1920. Ella havia estat casada anteriorment amb el comte Hoey Stoker i era un dels quaranta-dos fills reconeguts pel magnat del sucre Oei Tiong-ham i va escriure dues memòries: Hui-Lan Koo (Mrs. Wellington Koo): An Autobiography (escrita amb Mary Van Rensselaer Thayer, Dial Press, 1945) i No Feast Lasts Forever (escrita amb Isabella Taves, Quadrangle/The New York Times, 1975). La parella va tenir dos fills: Wellington Koo Jr. (nascut el 1921) i Freeman Koo (nascut el 1923).
Segons una entrevista amb Juliana Koo publicada a Things Asian el 1975, ella i Wellington Koo es van separar a la dècada dels 50. En aquella època ell vivia amb una altra dona, que presentava en societat com la seva esposa. Una altra font, això no obstant, assegura que els Koo es van divorciar i que Wellington Koo es va casar per tercer cop, tot i que el nom de l'esposa no està registrat